# Matt Hunwick

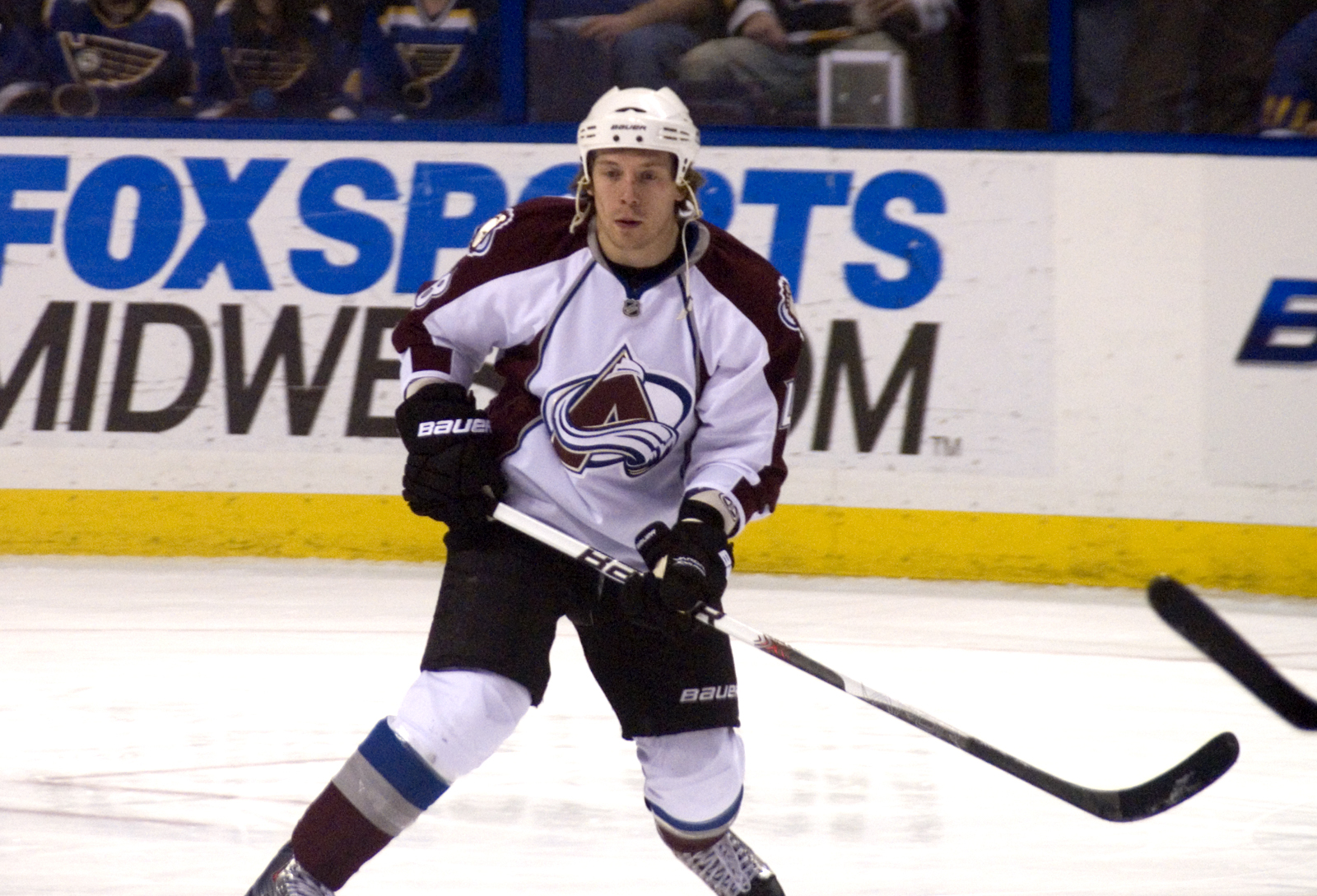
Hunwick i Colorado Avalanche

Matthew John Hunwick, född 21 maj 1985, är en amerikansk före detta professionell ishockeyback. Han spelade i National Hockey League (NHL) för Boston Bruins, Colorado Avalanche, New York Rangers, Toronto Maple Leafs, Pittsburgh Penguins och Buffalo Sabres.

## Klubblagskarriär

### NHL

#### Boston Bruins
Boston Bruins draftade Hunwick som 224:e spelare totalt i 2004 års NHL-draft och han skrev på ett tvåårigt entry-level kontrakt med klubben den 26 juni 2007, när han var färdig med sin utbildning i College.
Sedan sin debut har han alternerat spel mellan Bruins och deras farmarlag Providence Bruins i AHL. I sin första riktiga säsong, 2008-09 med Bruins gjorde han 6 mål och 21 assist för totalt 27 poäng på 53 matcher. 
Totalt spelade han 164 matcher för Bruins över delar av fyra säsonger, och gjorde 43 poäng.

#### Colorado Avalanche
Under säsongen 2010–11 när Bruins var i behov av att skapa löneutrymme, blev Hunwick tradad till Colorado Avalanche i utbyte mot Colby Cohen, den 29 november 2010. Han debuterade med Avalanche i en 3-2 förlust mot Atlanta Trashers dagen efter, den 30 november 2010.
Han skrev på en tvåårig kontraktsförlängning med Avalanche den 7 juni 2012, till ett värde av 3,2 miljoner dollar.

#### New York Rangers
Efter tre säsonger med Avalanche skrev han som free agent på ett ettårskontrakt med New York Rangers den 1 juli 2014. Det blev bara en säsong och 55 matcher i Rangers för Hunwick. Han spelade också i Stanley Cup-slutspelet med Rangers, för första gången sedan 2010 med Bruins.

#### Toronto Maple Leafs
Den 1 juli 2015 skrev han på nytt på ett kontrakt som free agent, denna gång ett tvåårskontrakt värt 2,4 miljoner dollar med Toronto Maple Leafs. Maple Leafs tränare hade sett Hunwick på ett gym 2013 och blev så imponerad över hans arbetsmoral att han föreslog att klubben skulle värva honom. Hunwick fullförde sitt tvåårskontrakt med Maple Leafs och gjorde 29 poäng på 132 matcher, och var även assisterande lagkapten under sina säsonger i klubben.

#### Pittsburgh Penguins
När hans kontrakt med Maple Leafs gått ut blev han free agent igen, och skrev på ett treårkontrakt värt 6,75 miljoner dollar med regerande Stanley Cup-mästarna Pittsburgh Penguins den 1 juli 2017. Han var dock skadad under Stanley Cup-slutspelet, när Penguins blev utslagna av Washington Capitals.

#### Buffalo Sabres
Den 27 juni 2018 blev han tradad till Buffalo Sabres tillsammans med Conor Sheary, i utbyte mot ett villkorligt draftval i fjärde rundan 2019.

## Statistik

### Klubbkarriär
| 2001–02    | U.S. NTDP U17          | USDP       | 14  | 3  | 4  | 7   | 6   | —  | — | — | — | — |
| 2001–02    | U.S. NTDP U18          | NAHL       | 29  | 2  | 1  | 3   | 30  | —  | — | — | — | — |
| 2002–03    | U.S. NTDP U18          | USDP       | 40  | 6  | 16 | 22  | 40  | —  | — | — | — | — |
| 2002–03    | U.S. NTDP U18          | NAHL       | 8   | 2  | 2  | 4   | 23  | —  | — | — | — | — |
| 2003–04    | University of Michigan | CCHA       | 41  | 1  | 14 | 15  | 62  | —  | — | — | — | — |
| 2004–05    | University of Michigan | CCHA       | 40  | 6  | 19 | 25  | 60  | —  | — | — | — | — |
| 2005–06    | University of Michigan | CCHA       | 41  | 11 | 19 | 30  | 70  | —  | — | — | — | — |
| 2006–07    | University of Michigan | CCHA       | 41  | 6  | 21 | 27  | 64  | —  | — | — | — | — |
| 2007–08    | Providence Bruins      | AHL        | 55  | 2  | 21 | 23  | 40  | 10 | 0 | 5 | 5 | 8 |
| 2007–08    | Boston Bruins          | NHL        | 13  | 0  | 1  | 1   | 4   | —  | — | — | — | — |
| 2008–09    | Providence Bruins      | AHL        | 3   | 0  | 3  | 3   | 0   | —  | — | — | — | — |
| 2008–09    | Boston Bruins          | NHL        | 53  | 6  | 21 | 27  | 31  | 1  | 0 | 0 | 0 | 0 |
| 2009–10    | Boston Bruins          | NHL        | 76  | 6  | 8  | 14  | 32  | 13 | 0 | 6 | 6 | 2 |
| 2010–11    | Boston Bruins          | NHL        | 22  | 1  | 2  | 3   | 9   | —  | — | — | — | — |
| 2010–11    | Colorado Avalanche     | NHL        | 51  | 0  | 10 | 10  | 16  | —  | — | — | — | — |
| 2011–12    | Colorado Avalanche     | NHL        | 33  | 3  | 3  | 6   | 8   | —  | — | — | — | — |
| 2012–13    | Colorado Avalanche     | NHL        | 43  | 0  | 6  | 6   | 16  | —  | — | — | — | — |
| 2013–14    | Lake Erie Monsters     | AHL        | 52  | 10 | 21 | 31  | 33  | —  | — | — | — | — |
| 2013–14    | Colorado Avalanche     | NHL        | 1   | 0  | 0  | 0   | 0   | —  | — | — | — | — |
| 2014–15    | New York Rangers       | NHL        | 55  | 2  | 9  | 11  | 16  | 6  | 0 | 0 | 0 | 0 |
| 2015–16    | Toronto Maple Leafs    | NHL        | 60  | 2  | 8  | 10  | 32  | —  | — | — | — | — |
| 2016–17    | Toronto Maple Leafs    | NHL        | 72  | 1  | 18 | 19  | 18  | 6  | 0 | 1 | 1 | 2 |
| 2017–18    | Pittsburgh Penguins    | NHL        | 42  | 4  | 6  | 10  | 21  | 0  | 0 | 0 | 0 | 0 |
| 2018–19    | Rochester Americans    | AHL        | 2   | 0  | 1  | 1   | 0   | —  | — | — | — | — |
| 2018–19    | Buffalo Sabres         | NHL        | 14  | 0  | 2  | 2   | 4   | —  | — | — | — | — |
| NHL totalt | NHL totalt             | NHL totalt | 535 | 25 | 94 | 119 | 207 | 20 | 0 | 7 | 7 | 4 |

### Internationellt
| År            | Lag           | Turnering     | Resultat      |    | Matcher | Mål | Assist | Poäng | Utv |
| ------------- | ------------- | ------------- | ------------- | -- | ------- | --- | ------ | ----- | --- |
| 2003          | USA           | U18           | 4:a           | 6  | 0       | 3   | 3      | 6     |     |
| 2004          | USA           | JVM           | 1             | 6  | 0       | 0   | 0      | 0     |     |
| 2005          | USA           | JVM           | 4:a           | 7  | 0       | 4   | 4      | 0     |     |
| 2013          | USA           | VM            | 3             | 10 | 2       | 2   | 4      | 2     |     |
| Junior totalt | Junior totalt | Junior totalt | Junior totalt | 19 | 0       | 7   | 7      | 6     |     |
| Senior totalt | Senior totalt | Senior totalt | Senior totalt | 10 | 2       | 2   | 4      | 2     |     |